# Kristian Fletcher
Kristian George Fletcher (Bowie, Maryland, 6 de agosto de 2005) es un futbolista estadounidense, nacionalozado británico, que juega como delantero en el club D.C. United de la Major League Soccer.

## Trayectoria
Fletcher comenzó su carrera jugando en el Bethesda SC, club de la MLS Next, y en la Landon School de Bethesda, Maryland. Como junior, Fletcher fue nombrado Jugador All-Metro del Año tras marcar 26 goles y contribuir con 9 asistencias en el transcurso de la temporada de 17 partidos. También llevó al equipo al Campeonato de la Conferencia Atlética Interestatal (IAC), marcando el gol de la victoria.
Durante el verano de 2022, Fletcher estuvo a prueba en varias academias europeas, entre ellas el Manchester United y el Borussia Dortmund. Tras el viaje, el periodista de Fox Sports Keith Costigan anunció que Fletcher ficharía por el Borussia Dortmund de la Bundesliga, aunque nunca llegó a confirmarse.
Antes de la temporada 2022 de la USL Championship, Fletcher firmó un contrato con el Loudoun United FC. Jugó 12 partidos y marcó cuatro goles antes de ser ascendido al D.C. United con un contrato de cantera. El 31 de agosto de 2022, debutó en la MLS en una victoria por 2-1 ante el New York City FC. Fletcher marcó su primer gol con el D.C. United el 9 de octubre de 2022, durante una derrota por 5-2 contra el FC Cincinnati.
Fletcher se unió al club galés Swansea City en calidad de cedido para la primera mitad de la temporada 2023-24, donde se vinculó con la selección sub-21. El 30 de agosto de 2024, Fletcher regresó de nuevo al Reino Unido, incorporándose en calidad de cedido al equipo B del Nottingham Forest. Fletcher regresó al D.C. United el 22 de abril de 2025 tras disputar 12 partidos y marcar tres goles con el equipo B del Forest.

## Selección nacional
Con pasaportes estadounidense y británico. Fletcher ha sido internacional con Estados Unidos en las categorías sub-15 y sub-19. En primavera de 2022 disputó amistosos contra Inglaterra y Noruega en Marbella (España).

## Clubes

### Profesional
| Club                   | País           | Año                | PJ | Goles |
| ---------------------- | -------------- | ------------------ | -- | ----- |
| Loudoun United F.C.    | Estados Unidos | 2022               | 17 | 4     |
| D. C. United           | Estados Unidos | 2022–act.          | 25 | 2     |
| Swansea City A. F. C.  | Gales          | 2023 (cedido)      | 0  | 0     |
| Nottingham Forest F.C. | Inglaterra     | 2024–2025 (cedido) | 0  | 0     |